# 91.º Regimiento Aéreo
El 91.º Regimiento Aéreo (91. Flieger-Regiment) fue una unidad de la Luftwaffe de la Alemania nazi.

## Historia
Fue formado en octubre de 1943 en Blois. Disuelto el 2 de septiembre de 1944.
- Plana Mayor/91.er Regimiento Aéreo/Nuevo
- I Batallón/91.er Regimiento Aéreo desde el V Batallón/32.º Regimiento Aéreo
- II Batallón/91.º 9Regimiento Aéreo/Nuevo
- III Batallón/9.1.º Regimiento Aéreo/Nuevo

Traslados:
- Plana Mayor/91.º Regimiento Aéreo en Montbeliard en agosto de 1944
- I Batallón/9.1.º Regimiento Aéreo con base en París, Romorantin y Orleans
- II Batallón/91.º Regimiento Aéreo con base en París, Romorantin y Orleans
- III Batallón/91.º Regimiento Aéreo con base en París, Romorantin y Orleans

## Comandantes
- Coronel Johannes Heinze - (26 de febrero de 1944 - 2 de septiembre de 1944)